# 木村元一
木村 元一（きむら もとかず、1912年1月1日 - 1987年4月7日 ）は、日本の経済学者。専門は財政学。一橋大学名誉教授。井藤半彌門下。ドイツ流の財政社会学を日本の財政学に導入。

## 略歴
宮城県志田郡志田村（現・大崎市）生まれ。
1928年和歌山高等商業学校（現・和歌山大学経済学部）に無試験入学。1934年東京商科大学（現・一橋大学）卒業（井藤半彌ゼミナール）、同大学大学院研究科に進学するとともに、高輪商業学校（現・高輪中学校・高等学校）等で教鞭をとる。
- 1940年から東京商科大学助手及び同大予科助教授。
- 1942年から東京商科大学助教授及び同大予科教授

1945年に召集により第2師団入隊。同年終戦により復員。
- 1950年から一橋大学東京商科大学教授
- 1951年から一橋大学経済学部教授
- 1957年から1959年まで一橋大学評議員
- 1962年経済学博士（一橋大学）
- 1963年から1971年まで一橋大学評議員
- 1965年から1971年まで一橋大学経済学部長

1973年に胃癌が発見され東京女子医科大学消化器病センターで胃3分の1の切除手術を受ける。
1975年に一橋大学を停年退官し一橋大学名誉教授の称号を受ける。
1986年11月勲二等旭日重光章を受章する。
1987年4月7日心不全のため東京女子医科大学病院で死去。75歳。

## 社会的活動等
- 1959年から1969年まで政府税制調査会委員
- 1960年から1962年まで医療制度調査会委員
- 1960年から外務公務員採用上級試験試験委員
- 1960年から経済審議会委員
- 1962年から1965年まで補助金等合理化審議会委員
- 1963年から1966年まで全国知事会地方行政調査特別委員会委員
- 1964年から自治省参与
- 1965年から国有財産関東地方審議会委員
- 1966年から地方制度調査会委員
- 1967年からアジア経済研究所主査
- 1969年から日本学術会議経済学連絡委員会委員
- 1972年から1974年まで司法試験考査委員
- 1972年から国際財政学会（IIFP）理事
- 1973年から財政制度審議会委員
- 1974年から国税審査会会長

## 門下
大川政三（一橋大学名誉教授）、石弘光（一橋大学学長や放送大学学長を歴任）、林正寿（早稲田大学名誉教授）、花角和男（元税務大学校長）、西山一郎（元香川大学教授）、松田忠三（千葉大学名誉教授）等。

## ゼミ出身者
速水優（元日本銀行総裁）等。

## 親族
経済学者の木村光彦（神戸大学教授や青山学院大学教授を歴任）は三男。

## 著書

### 単著
- 『ゾムバルト「近代資本主義」』（春秋社、1949年）
- 『財政学：その問題領域の発展』（春秋社、1949年）
- 『財政学総論』（新紀元社、1951年）
- Conditions for direct taxation and other essays（Tokyo : Science Council of Japan , 1958）
- 『近代財政学総論』（春秋社、1958年）
- 『昭和四十一年度の財政と税制改正について』（黎明会、1966年）
- 『少壮経済学者の戦時日記』（木村光彦、2021年）

### 共編著
- （山田雄三・板垣与一）『経済学の学び方』（白桃書房、1958年）
- 『財政』（春秋社、1960年）
- 『インドの税制と経済発展』（アジア経済出版会、1969年）
- （アジア経済研究所）『アジア諸国の財政金融事情：韓国、タイ、マレーシアについて』（アジア経済出版会、1969年）
- 『財政・金融編』（アジア経済研究所、1970年）
- 『アジアの財政』（東洋経済新報社、1970年）

### 訳書
- ハワード・パタースン編『民主資本主義の将来：アメリカ自由社会の解剖』（小野武雄との共訳、三都書房、1951年）
- シュムペーター『租税国家の危機』（勁草書房、1951年）
- ゲルハルト・コルム『財政と景気政策』（大川政三・佐藤博との共訳、弘文堂、1957年）

### 記念論文集
- （大川政三・石弘光編）『財政学研究 : 木村元一名誉教授記念論文集』（春秋社、1976年）